# منتخب جزيرة مان للكريكت
منتخب جزيرة مان للكريكت (بالإنجليزية: Isle of Man cricket team)‏ هو ممثل جزيرة مان الرسمي في المنافسات الدولية في الكريكت .